# Râul Ijdileni
Râul Ijdileni este un curs de apă, afluent al râului Chineja. 